# Fraternidad
Fraternidad est l'une des huit paroisses civiles de la municipalité de Puerto Cabello dans l'État de Carabobo au Venezuela. Constituant l'une des six divisions territoriales de la ville de Puerto Cabello, cette paroisse paroisse civile a de facto pour capitale cette dernière.

## Géographie

### Démographie
Bien que Fraternidad constitue de facto l'un des quartiers de la ville de Puerto Cabello, et notamment le sud du centre, mais pas son centre historique, « casco historico » en espagnol, situé dans la paroisse voisine de Unión, elle n'en reste pas moins elle-même divisée en quartiers distincts, et compte d'autres lieux, parmi lesquels Centro, le « centre » et Puertos, les « ports ». En outre, elle comprend la presqu'île où se trouvent le phare de Punta Brava et la castillo San Felipe. 